# جلاد انحلال الأشواك الخطي الناكس
جلاد انحلال الأشواك الخطي الناكس (بالإنجليزية: Relapsing linear acantholytic dermatosis)‏ هو حالة جلدية تمتاز بتآكل وجلبة ناكسة. يماثل مرض هيلي- هيلي من الناحية التشريحية.:849
يجب تمييزه عن الجلاد الحال للأشواك العابر.